# Carausius

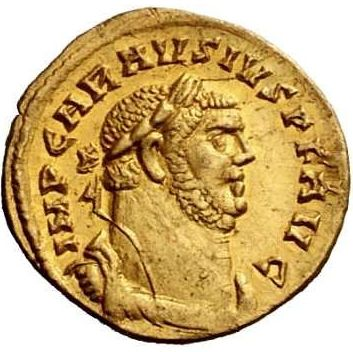
Münzportrait des Carausius auf einem Aureus, geprägt während seiner Herrschaft über Britannien

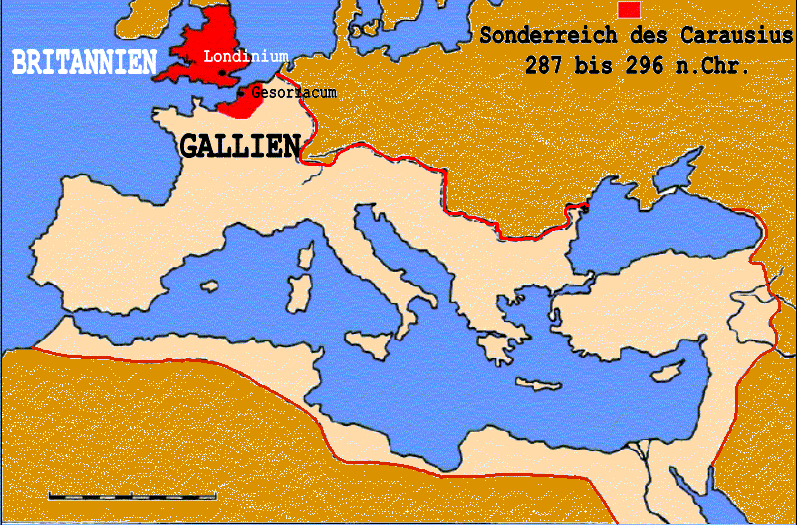
Territorium des Britannischen Sonderreiches am Ende des 3. Jahrhunderts

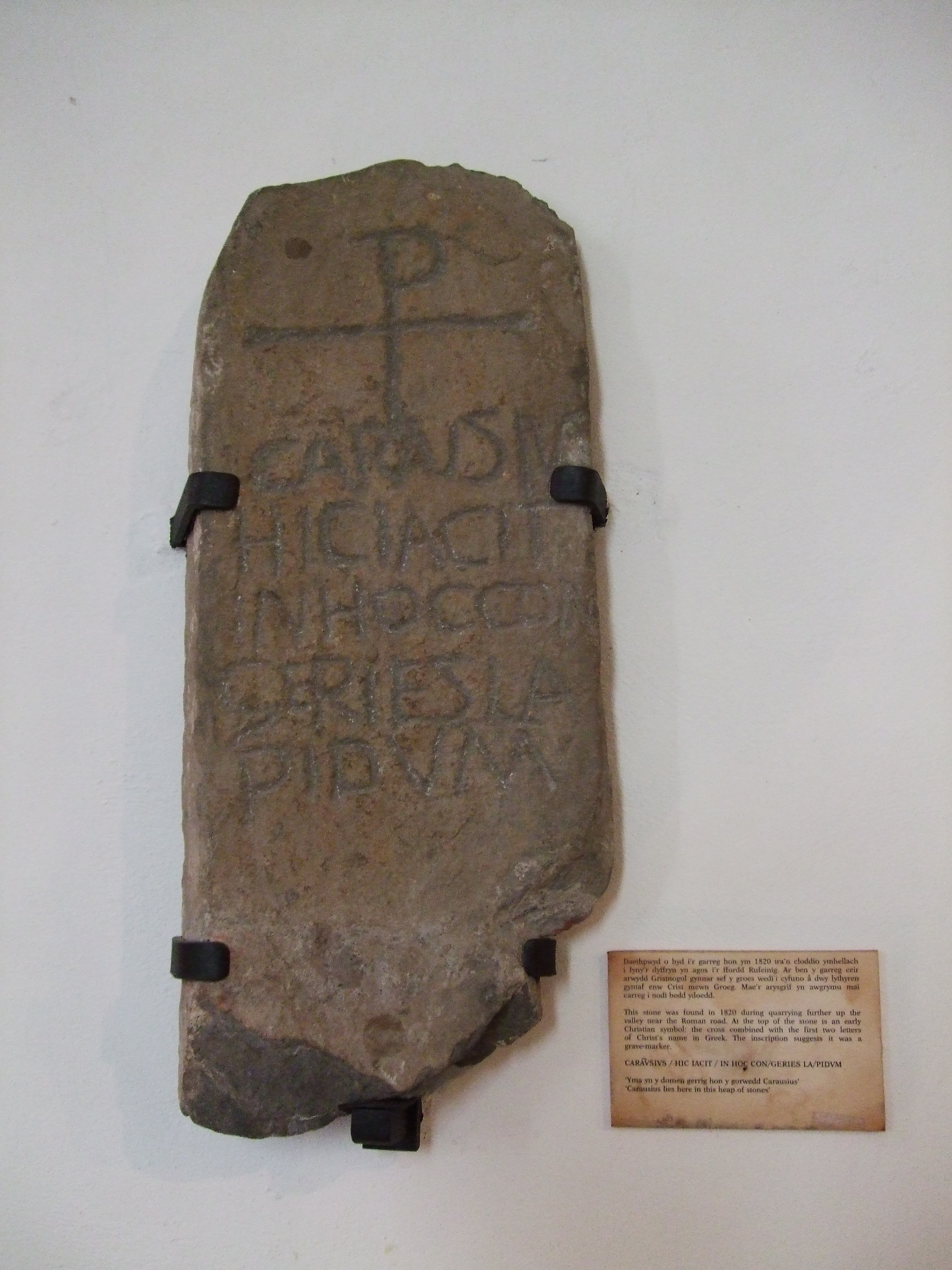
Carausius-Inschrift in Saint Tudclud, Wales

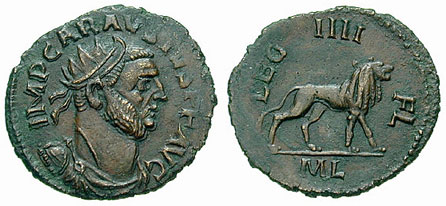
Antoninian des Carausius, der Löwe am Revers symbolisiert die Legio IIII Flavia Felix

Marcus Aurelius Maus(aeus?) Carausius († 293) war ein römischer Feldherr, Admiral und Gegenkaiser zu Maximian (Augustus im Westen) und Diokletian (Augustus im Osten), der ein kurzlebiges (287–296) Sonderreich in Britannien und an der Nordküste Galliens begründete.

## Historischer Hintergrund
Während der römischen Besatzung Britanniens bildete die vor Ort stationierte Flottendivision, die Classis Britannica, eine der Hauptverteidigungslinien gegen feindliche Einfälle. Sie operierte größtenteils in den Gewässern zwischen der britischen und der gallischen Küste, also der Straße von Dover und dem südlichen Teil der Nordsee. Einige Zeit lang waren die Marinesoldaten in der Lage, die Gewässer frei von Piraten zu halten, gegen Ende des dritten Jahrhunderts nahmen die Probleme mit ihnen aber immer mehr zu. Plünderer landeten immer häufiger an den britischen und den gegenüberliegenden gallischen Küsten und verunsicherten die Provinzbevölkerung.
Der Augustus des Westens, Maximian, musste gegen die stetig zunehmende Piraterie an beiden Küsten des Ärmelkanals vorgehen. Zu diesem Zweck ernannte er Marcus Aurelius Valerius Carausius zum Admiral der britischen Flotte, die ihr Hauptquartier in Gesoriacum (Boulogne-sur-Mer) hatte, und stattete ihn wohl auch mit Sondervollmachten aus, um der Macht Roms im Ärmelkanal wieder Geltung zu verschaffen.
Carausius wurde als Sohn einer armen Familie aus Menapia geboren, einer Region in den heutigen südlichen Niederlanden. Nachdem er in einem Feldzug Maximians gegen aufständische Bagauden in Gallien eine tragende Rolle gespielt hatte, genoss er einen ausgezeichneten Ruf als Soldat. Er muss auch über umfangreiche Kenntnisse in der Seefahrt verfügt haben – wahrscheinlich hatte er in seiner Jugend auf See als Steuermann gearbeitet. Carausius führte als Befehlshaber – laut Anthony R. Birley – wahrscheinlich den Titel Dux et praepositus vexillationibus. Dieser verlieh ihm die Autorität über große Kontingente der Landstreitkräfte in Gallien und Britannien und war möglicherweise mit dem Rang des Praefectus classis Britannicae kombiniert.
Im Herbst des Jahres 285 wurde die Flotte beauftragt, den Ärmelkanal von Piraten zu säubern. Eutropius spricht hierbei von Sachsen und Franken, während Aurelius Victor sie einfach nur „Germani“ nennt. Der Kampfauftrag umfasste hierbei auch den Schutz der Küsten der Belgica (heutige Normandie/Belgien) und Aremoricas (heutige Bretagne). Carausius war vermutlich ein Mann mit starkem, aber auch skrupellosem Charakter. Es wird angenommen, dass er die Piraten bei ihren Plünderungen gewähren ließ, um ihnen dann auf der Rückfahrt in ihre Verstecke die Beute wieder abzunehmen. Weiters schien er nicht daran interessiert zu sein, diese ihren ursprünglichen Besitzern zurückzugeben oder sie an die Staatskasse abzuführen. Auf diese Weise erwarb er schließlich wohl großen Reichtum, was seine Macht noch weiter festigte, aber Maximianus zunehmend misstrauisch machte. Schließlich gelang es dem Admiral auch, das Piratenunwesen weitgehend einzudämmen bzw. unter Kontrolle zu bringen. Nach diesem Erfolg wurde ihm jedoch vorgeworfen, die Piraten kurzerhand für seine Armee rekrutiert und mit der einbehaltenen Beute bezahlt zu haben. Es scheint, dass er damit nicht nur seine Flotte beträchtlich vergrößerte, sondern ab diesem Zeitpunkt auch sehr gute Verbindungen zu den Franken pflegte.

## Die Usurpation
Über die Frage, wann diese letzte große Usurpation des dritten Jahrhunderts genau begonnen hat, gibt es unterschiedliche Meinungen. Dies ist vor allem auf Widersprüchlichkeiten zwischen schriftlichen und numismatischen Quellen zurückzuführen. Münzfunde deuten auf das Jahr 286. Die Schriften von Aurelius Victor, Eutropius und den Panegyrikern legen jedoch eher das Jahr 287 nahe. Der argwöhnische Maximian sah in Carausius’ Erfolgen die ersten Anzeichen einer aufkeimenden Rebellion eines schon viel zu mächtig gewordenen Befehlshabers. Ob der Flottenpräfekt wirklich solches im Sinn hatte, ist nicht mehr zu eruieren; Maximian gab daher den Befehl aus, ihn zu verhaften und umgehend hinrichten zu lassen. Carausius hingegen erhielt noch rechtzeitig davon Kenntnis und handelte sofort. Um sein Leben zu retten, rief er sich mit Hilfe seiner loyalen Truppen und der Kanalflotte zum Imperator aus, indem er laut eines Panegyrikus „...die Flotte nahm, die früher die Gallier beschützte...“.
Im Herbst des Jahres 286 oder im Frühjahr 287 verlegte Carausius seine gesamte Flotte eilig nach dem sichereren Britannien, seine Residenz schlug er abwechselnd in Londinium oder im gallischen Bononia (Boulogne-sur-Mer) auf. Britannien, das seine Herrschaft anerkannte, fiel vollständig unter seine Kontrolle; später gelangten auch noch große Teile der gallischen Nordküste hinzu, da die Franken weiter zu ihm standen. Hier ist auch die Existenz einer Münzprägestätte des Carausius in Rouen belegt. Im Herbst des Jahres 286 oder im Frühjahr 287 schloss sich auch die Garnison von Bononia, wahrscheinlich Soldaten der Legio XXX Ulpia Victrix, Carausius an, der danach Münzen zu Ehren der Legion prägen ließ. Durch die Unterstützung der britischen Provinzen und Teilen Nordgalliens befand sich Carausius vorerst in einer starken Position. Trotzdem verstärkte er seine Flotte vorsichtshalber noch zusätzlich durch gallische und fränkische Renegaten.
Oft kann man in der einschlägigen Fachliteratur lesen, dass die Machtübernahme durch Carausius spontan und rasch vonstattenging, doch finden sich weder bei Aurelius Victor noch bei Eutropius Hinweise, die dies eindeutig bestätigen könnten. In diesem Zusammenhang erscheint auch die unter anderem von Sheppard Frere geäußerte Vermutung gerechtfertigt, dass es sich bei diesem Staatsstreich sehr wohl um eine von langer Hand geplante Aktion gehandelt habe. Es stellt sich nämlich die Frage, wie es Carausius gelingen konnte, so schnell die unumschränkte Macht über Britannien zu ergreifen, ohne dabei auf nennenswerte Gegenwehr von Seiten der britischen Provinzverwaltung oder des dortigen (überaus kampferprobten) Militärs zu stoßen; über Abwehraktionen sind in keiner Quelle Hinweise zu finden. Es wäre also durchaus möglich, dass Carausius sich das Wohlwollen und die Unterstützung der in Britannien stationierten Truppen erkauft hat, was in so einem Fall eine altbewährte Praxis war. Entweder ließ er neues Geld prägen oder er konnte tatsächlich auf unterschlagene Mittel zurückgreifen. Eine andere Erklärung wäre, dass Carausius bereits durch einen vorangegangenen Feldzug in Britannien bei den Provinzialen als erfolgreicher Feldherr bekannt und geschätzt war. Diese These ist jedoch umstritten, da es keinerlei schriftliche oder archäologische Beweise dafür gibt.
Was auch immer der tatsächliche Grund für die rasche Akzeptanz der Herrschaft des Carausius in Britannien war, der Usurpator konnte ungestört fast sechs Jahre nach Belieben schalten und walten. Verantwortlich dafür scheint wohl auch der Umstand gewesen zu sein, dass Maximians Armee durch permanenten Druck der „Barbaren“ auf die Rheingrenze voll in Anspruch genommen wurde, so dass sie zunächst nicht auch noch gegen den weniger gefährlichen Carausius vorgehen konnte.

## Der Gegenschlag

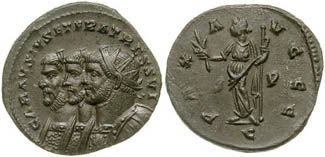
Antoninian mit den Porträts des Carausius, Maximian und Diokletian

Im Winter des Jahres 288 ordnete Maximian den Bau neuer Schiffe in der Rheinmündung an, befahl nach deren Fertigstellung eine übereilte Seeoperation gegen Britannien und scheiterte damit kläglich.
Die Invasionsflotte besaß wohl nach Überlaufen der römischen Kanalflotte zu Carausius nicht mehr genügend erfahrene Lotsen und Seeleute, die die Besonderheiten dieser tückischen Gewässer kannten. Das notorisch schlechte Wetter im Ärmelkanal durchkreuzte noch zusätzlich die Strategie des Kaisers. Britannien war nur schwer zu erobern, den seit etwa 270 von See her einfallenden germanischen Plünderern versuchte man mit teilweise neu errichteten, stark befestigten Kastellen an der Süd-Ostküste Herr zu werden. Diese strategisch wichtigen Festungen und Flottenstationen, wohl bemannt mit Carausius’ loyalsten Offizieren und Soldaten, konnten genauso gut auch eine römische Invasionsstreitmacht abwehren.
Maximian hatte sich blamiert und musste Carausius weiter gewähren lassen. Aurelius Victor deutet sogar an, dass dessen Herrschaft von Diokletian und Maximian vorerst inoffiziell anerkannt wurde. Die kaiserliche Propaganda verwies auf das schlechte Wetter, um das Desaster zu erklären, doch diente dies augenscheinlich nur als Vorwand, um die erfolgreiche Abwehr des wohl ziemlich dilettantisch in Gang gesetzten Feldzuges in den Hintergrund treten zu lassen.
Carausius versuchte aber weiter, als gleichrangiger Mitkaiser des Reiches anerkannt zu werden. Dieses Bestreben propagierte er durch die Herausgabe von Münzen mit den Porträts aller drei Imperatoren und der Umschrift Carausius et fratres sui („Carausius und seine Brüder“).
Gleichzeitig verteidigte Carausius sein Inselreich erfolgreich gegen Barbareneinfälle. In seinem Auftrag wurde der – mittlerweile baufällig gewordene – Hadrianswall wieder instand gesetzt, um auch den Norden seiner Provinzen wieder wirksamer gegen räuberische Pikten und Skoten abzusichern. Wie in seinen früheren Aktionen gegen fränkische Piraten baute Carausius wohl wieder diplomatische Beziehungen zu den nördlichen Barbaren auf, seine dortigen militärischen Erfolge dürften also auch zum Teil auf seine guten Kontakte zu deren Stammesführern zurückzuführen sein.
Die Angelegenheit ruhte nun vorerst für weitere vier Jahre, sodass Carausius seine Herrschaft weiter konsolidieren konnte. Sein Versuch, sich als dritter Augustus im Reich zu etablieren, beschleunigte aber nur die Vorbereitungen zum schon längst fälligen Gegenschlag. Dieser wurde mit einer tiefgreifenden Verfassungsänderung und der darauffolgenden Einführung der Tetrarchie ab dem Jahr 293 in Gang gesetzt.

## Die Rückeroberung
Der nächste Schritt zur Vernichtung des Carausius war die Erhebung des fähigen und beliebten Heerführers Constantius I. zum Caesar (Mitregenten) Maximians. Somit fiel auch das leidige Britannienproblem in den Zuständigkeitsbereich des neuen Caesars des Westens, der sofort daranging, diesmal aber wesentlich gründlicher, die Wiedereroberung dieses Teiles seines Reichs vorzubereiten. Die Ernennung von Constantius zum Caesar des Westens kann als Kriegserklärung an den Usurpator in Britannien angesehen werden und ist dort wohl auch so verstanden worden. Constantius hatte unter anderem die Aufgabe, auch den Nordwesten Galliens wieder in den Reichsverband zurückzuführen, also auch die Provinzen, die im Herrschaftsgebiet des Carausius lagen. Sein erstes Ziel war es daher, diese abtrünnigen Gebiete zurückzuerobern und damit dem Usurpator den ungestörten Zugang zu dem für ihn so wichtigen gallischen Festland abzuschneiden.
In einem raschen Feldzug, der von seinem Hauptquartier in Augusta Treverorum (heute Trier) seinen Ausgang nahm, ging er ab 293 Schritt für Schritt mit Beharrlichkeit und Effizienz vor. Carausius’ wichtigster Flottenstützpunkt an der Kanalküste, Bononia, wurde von Reichstruppen eingeschlossen und belagert. Indem Constantius einen Damm aufschütten ließ, der die Hafeneinfahrt blockierte, zwang er die Verteidiger der Stadt bald zur Aufgabe. Danach wurden die Franken und Sachsen von den Kanalinseln und der gallischen Küste vertrieben.

## Tod
Der Verlust der Hafenstadt war für Carausius eine militärische und politische Katastrophe, da seine Macht nun allein auf das zunehmend isolierte Britannien beschränkt war. Gleichzeitig verhinderte auch die wachsende Flottenstärke seines Gegners die vollständige Kontrolle über den Ärmelkanal. Spätestens Ende des Jahres 293 kam es zu einer Verschwörung durch seinen engen Vertrauten Allectus und Carausius wurde ermordet. Allectus bestieg nun an seiner Stelle den Thron und hielt sich unter anderem mit der Unterstützung fränkischer Händler bis 296 an der Macht.